# Ludwig Bulla
Ludwig Bulla (Westerland, 1896. augusztus 9. – Salzburg, 1964. február 26.) német katona. A második világháborúban ezredesként szolgált. Megkapta a Vaskereszt lovagkeresztjét. 1944. április 11-én a Wehrmachtberichtben is megemlítették. 

## Bibliográfia
- Fellgiebel, Walther-Peer. Die Träger des Ritterkreuzes des Eisernen Kreuzes 1939–1945 – Die Inhaber der höchsten Auszeichnung des Zweiten Weltkrieges aller Wehrmachtteile (német nyelven). Friedberg, Németország: Podzun-Pallas (2000). ISBN 978-3-7909-0284-6
- Das Deutsche Kreuz 1941 – 1945 Geschichte und Inhaber Band II (német nyelven). Norderstedt, Németország: Verlag Klaus D. Patzwall (2001). ISBN 978-3-931533-45-8